# Jövedelem
A köznyelvben minden külső helyről kapott pénz vagy anyagi juttatás jövedelemként értelmezhető. A köznyelv nem tesz különbséget jövedelem és bevétel között.

## Az adójogban
Az adójogban az egyes országok adótörvényei (pl. a személyi jövedelemadóról szóló törvény) határozzák meg a jövedelem fogalmát, illetve ettől eltérően, a bevétel fogalmát.

## A jövedelem fogalma a személyi jövedelemadó szempontjából
A személyi jövedelemadó szempontjából jövedelemnek számít a magánszemély által az adóévben bármilyen jogcímen és formában megszerzett bevétel egésze, vagy annak a törvény által elismert költségekkel csökkentett része. Az Szja törvény a jövedelemtől megkülönbözteti a bevétel fogalmát. A törvény szerint bevételnek kell tekinteni a magánszemély által bármilyen formában és módon mástól megszerzett vagyoni értéket. Vagyoni értéknek a következők tekintendők:
- pénz
- a kereskedelmi utalvány
- a dolog
- az értékpapír
- az igénybe vett szolgáltatás
- a forgalomképes vagy egyébként értékkel bíró jog
- magánszemély javára elengedett vagy átvállalt tartozás
- a magánszemély javára vagy érdekében teljesített kiadás

## Jövedelemnek nem számító bevételek
Minden jövedelem egyben bevétel is, ám nem minden bevétel számít jövedelemnek a személyi jövedelemadó szempontjából. Azon bevételek után, amelyek nem számítanak jövedelemnek, nem kell személyi jövedelemadót fizetni. A főbb bevétel-típusok, amelyek nem számítanak bele a jövedelembe, a következők:
- nyugdíj
- családi pótlék
- segélyek
- jogszabály alapján kapott tartásdíj, kapott kártérítés, kárpótlás, kártalanítás
- munkáltató által nyújtott étkeztetési támogatás meleg étel utalvány esetében havi 8000 forintig, hideg étel utalvány esetében havi 4000 forintig
- munkáltató által nyújtott iskolakezdési támogatás meghatározott forint/gyerek/év értékhatárig
- diákhitel kamattámogatása
- kölcsön, hitel összege
- visszatérített adó, adóelőleg, ha azt korábban költségként nem érvényesítették
- a magánszemélynek adott olyan összegek, amelyekről a magánszemély a juttató részére közvetlenül bizonylatokkal köteles elszámolni